# فرانك جوردن (لاعب كرة الماء)
فرانك جوردن (بالإنجليزية: Frank Jordan)‏ هو لاعب كرة الماء أسترالي، ولد في 19 أغسطس 1932، وتوفي في 13 مارس 2012.

## وصلات خارجية
- فرانك جوردن على موقع أوليمبيديا (الإنجليزية)
- فرانك جوردن على موقع اللجنة الأولمبية الأسترالية (الإنجليزية)